# محمد دوم شروانشاه
محمد دوم پنجمین شاه مستقل از شیروان و دومین شاه لاهیج بود که پدرش اولین لاهیج‌شاه یزید بن خالد بود. او برادرزاده نخستین شروان‌شاه مستقل، هیثم بن خالد، است. او با حمله به شروانشاه علی چندی از اقوام او را به گروگان گرفت. شروانشاه محمد دوم پس از فتح شروان توانست پادشاهی‌های لاهیج و شروان را یک‌کاسه کند و شاخهٔ شروانشاهان یزیدی را جایگزین شاخه هیثمیان کند.